# Tabernacolo di Borgo la Croce
Il tabernacolo di Borgo la Croce si trova a Firenze.

## Storia e descrizione
Il tabernacolo racchiude una pittura murale realizzata nel 1714 da Giuseppe Moriani, di insolita iconografia e di grande valore storico, con il Cristo crocifisso in atto di scendere dalla croce esortato da Maria che, inginocchiata al suo lato, guarda verso i passanti. Il soggetto trova significato tenendo presente come lungo questa strada passassero i condannati a morte dopo il 1531 (assedio di Firenze) a causa della chiusura della Porta San Francesco o Porta della Giustizia che portava ai Prati della giustizia. Dopo il 1531 per recarsi al luogo delle esecuzioni capitali, spostati nell'attuale piazza Beccaria si passava da Borgo la Croce e di fronte a tabernacoli come questo, alle chiese, agli oratori ubicati nel loro estremo tragitto, i condannati a morte erano costretti a fermarsi a meditare e pregare, assistiti dai confratelli della Compagnia di Santa Maria della Croce al Tempio, alla quale apparteneva il tabernacolo. Collaterale a questa compagnia vi era quella dei Battuti de' Neri che si occupavano proprio di preparare cristianamente al trapasso i condannati, vegliandoli, accompagnandoli e confortandoli prima dell'esecuzione.
La compagnia aveva la sua sede originale nell'oratorio di Santa Maria Vergine della Croce al Tempio in via San Giuseppe ed il primitivo percorso dei condannati passava infatti per via dei Malcontenti (che da ciò prende il nome); la chiusura della porta della Giustizia però, per via della realizzazione di un forte voluto dal duca Alessandro, rese necessario un percorso diverso, che attraversava la porta alla Croce e il relativo borgo. Il 15 luglio del 1531 i Capitani del Bigallo con atto redatto da Bartolomeo d'Antonio donarono il complesso alla Compagnia di Santa Maria della Croce al Tempio, di cui facevano parte i Battuti Neri lo spedale di San Niccolò degli Aliotti al Ponte al Rubaconte (nº 2 e 4 di Borgo la Croce, dove ancora oggi si possono vedere gli stemmi del Bigallo e della Compagnia). Questa fu la nuova sede della Compagnia fino al 1785 anno in cui la Compagnia cessò di esistere per soppressione di Pietro Leopoldo per la legge generale del 21 marzo che abolì la pena di morte. Nelle case vicine alla nuova sede della Compagnia abitava il carnefice.
L'immagine era dunque l'ultima tappa delle numerose soste a carattere sacro prima di arrivare ai patiboli. Scrive Stefano Sieni che "il primo a rinnovarlo fu un tale Luca di Bartolomeo Francalanci, impenitente vecchietto di sessant'anni che ebbe il comandamento dai Signori Otto per essere impiccato e squartato il 9 agosto 1714, avendo strozzato con le mani in cima al ventoso campanile di San Martino di Bibbiano la giovanissima sorella del priore, Dorotea Cerreti, fanciulla".
Al di sotto dell'immagine è una targa che documenta come l'opera sia stata restaurata nel 1995 dall'antiquario fiorentino Alberto Bruschi (restauratore: Guido Botticelli):
| QUESTA SACRA IMMAGINE DIPINTA NEL 1714 DA GIUSEPPE MORIANI A ESTREMO CONFORTO DEI GIUSTIZIANDI FECE RESTAURARE ALBERTO BRUSCHI ANTIQUARIO FIORENTINO 1995 |